# 藤原朝狩
藤原 朝狩（ふじわら の あさかり）は、奈良時代の公卿。名は朝猟、朝獦とも記される。氏姓は藤原朝臣のち藤原恵美朝臣。藤原南家、大師・藤原仲麻呂の四男。官位は従四位下・参議。

## 経歴
父の仲麻呂は孝謙天皇の信任厚く、天平宝字元年（757年）仲麻呂の推す大炊王が皇太子になり、紫微内相（大臣に准じる）に任ぜられると、朝狩は従五位下・陸奥守に叙任される。
その後は、父の立身とともに朝狩ら兄弟も昇進していく。天平宝字2年（758年）孝謙天皇が譲位して、大炊王が即位（淳仁天皇）すると、仲麻呂は太保（右大臣）に任ぜられて恵美押勝の名を与えられ、朝狩ら兄弟も同様に藤原恵美朝臣姓に改姓する。天平宝字3年（759年）朝狩は二階昇進して正五位下へ進み、陸奥鎮守将軍も兼ねる。天平宝字4年（760年）正月に仲麻呂が太師（太政大臣）に任ぜられると、朝狩も陸奥国において、荒蝦夷を導いて天皇に順化させ、無血で雄勝城・桃生城を完成させた功績が認められて従四位下に叙される。また、同年には仁部卿・東海道節度使にも任ぜられる。そして、天平宝字6年（762年）仲麻呂が正一位に昇叙されると、朝狩は兄の真先・訓儒麻呂とともに参議に任じられ、親子4人が同時に公卿に列する異例の事態になった。この年、朝狩は多賀城の大規模改修を行い、その記念碑として多賀城碑（天平寶字六年歳次壬寅參議東海東山節度使從四位上仁部省卿兼按察使鎭守將軍藤原惠美朝臣朝獦修造）を建てている。
位人臣を極め栄耀栄華を誇った仲麻呂一族だが、孝謙上皇が道鏡を寵愛するようになる。仲麻呂が淳仁天皇を通じてこれを諌めたところ、上皇が激怒して天皇から政権を奪い、孝謙上皇・道鏡派と淳仁天皇・仲麻呂派の対立が起きる。
天平宝字8年（764年）9月に仲麻呂は反乱を計画するが、密告により発覚。孝謙上皇側に先手を打たれたために仲麻呂一族は平城京を脱出し、朝狩もこれに従う。仲麻呂が長年国司を務めた勢力地盤である近江国の国衙に入って再起を図ろうとするが、官軍に先回りされてこれを阻まれた。やむなく仲麻呂一族は八男・辛加知が国司を務める越前国を目指すが、官軍が越前国衙へ急行して、まだ事変を知らぬ辛加知を斬り、国境の関を固めてしまう。やむなく仲麻呂一族は近江国高島郡に退き、三尾の古城に拠って官軍に抵抗するが敗れ、同月18日に朝狩を含む仲麻呂一族はことごとく殺された（藤原仲麻呂の乱）。

## 官歴
『続日本紀』による。
- 時期不詳：正六位上
- 天平宝字元年（757年） 7月8日：従五位下、陸奥守
- 天平宝字2年（758年） 8月25日：藤原恵美朝臣に改姓
- 天平宝字3年（759年） 6月16日：正五位下（越階）
- 時期不詳：陸奥国按察使兼鎮守府将軍
- 天平宝字4年（760年） 正月4日：従四位下
- 天平宝字5年（761年） 10月22日：仁部卿。11月17日：東海道節度使
- 天平宝字6年（762年） 12月1日：参議
- 天平宝字8年（764年） 9月18日：卒去（藤原仲麻呂の乱）